# Pęcherzyk nasienny

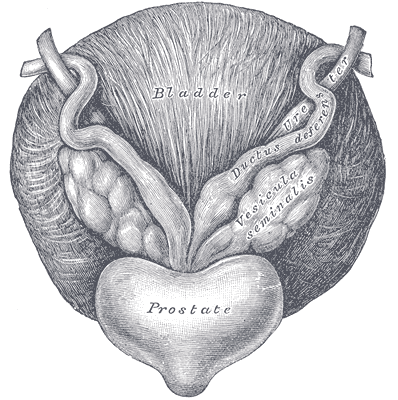
Widok od tyłu na pęcherz moczowy, prostatę i pęcherzyki nasienne człowieka. Widoczne krzyżujące się nasieniowody i moczowody

Pęcherzyk nasienny (łac. vesicula seminalis, glandula seminalis) – parzysty narząd męskiego układu rozrodczego. U człowieka ma on kształt podłużnego woreczka o długości 4–5 cm, szerokości 1,5–2,5 cm i grubości do 1,5 cm. Położony jest w okolicy dna pęcherza moczowego; wydziela około 70% objętości ejakulatu. Błona śluzowa pęcherzyka nasiennego zawiera nabłonek wielorzędowy walcowaty nieurzęsiony wydzielający składniki spermy: białka, enzymy, fruktozę, prostaglandyny oraz fosforylocholinę. Ujścia pęcherzyka nasiennego wnikają do nasieniowodu w miejscu zwanym bańką.

## Histologia narządu
Ściana pęcherzyków nasiennych tworzy pęcherzykowate uwypuklenia do wewnątrz. Pokryta jest błoną śluzową o licznych i rozgałęzionych fałdach (I-, II- i III-rzędowych), które łączą się z sobą, tworząc komory otwierające się do światła.  Błona śluzowa pokryta jest nabłonkiem wieloszeregowym, zbudowanym z komórek głównych i podstawowych. Komórki główne wykazują cechy strukturalne komórek wydzielających białka; produkują one ponadto znaczne ilości prostaglandyn. Charakterystycznym składnikiem wydzieliny pęcherzyków nasiennych są także niewielkie ilości fruktozy, stanowiącej źródło energii dla plemników. Blaszka właściwa błony śluzowej zawiera liczne włókna sprężyste. Błona śluzowa spoczywa na dwóch pokładach mięśniówki gładkiej: okrężnym i podłużnym. Najbardziej zewnętrzną warstwy ściany jest cienka powłoka łącznotkankowa.